# William Lowther (1639-1705)
Sir William Lowther (18 août 1639 - 7 décembre 1705) est un propriétaire terrien et un député Anglais.

## Biographie
Il est le fils aîné de Sir William Lowther de Swillington, près de Leeds et fait ses études au Gray's Inn et au Balliol College d'Oxford. Il succède à son père en 1688 et est fait chevalier la même année.
Il est nommé haut shérif du Yorkshire pour 1681. Il est commissaire de la navigation d'Aire et de Calder en 1699 et élu député de Pontefract en 1695, siégeant jusqu'en 1698.
Il meurt à Little Preston Hall près de Leeds en 1705 et est enterré à Kippax. Il épouse Catherine, la fille de Thomas Harrison de Middlesex, et ont dix enfants dont, :
- Sir William Lowther (1er baronnet, 1663-1729) (en)
- Richard Lowther, marchand, épouse successivement les filles de Sir Christopher Wandesford et Sir John Fenwick.
- Christopher Lowther (mort en 1718), marchand de Little Preston, épouse Elizabeth Maude
- Gerard Lowther, avocat, décédé à 23 ans
- Catherine Lowther, mariée à Henry Slingsby
- Mary Lowther, épouse John Stanhope.

Il se brouille avec son fils aîné, William, sur son mariage avec la fille de lord Maynard, en raison de la réduction des domaines qui qu'entraînerait son douaire. Il laisse la majorité de sa succession à Christopher, son fils cadet.